# Fenacylklorid
Fenacylklorid eller kloracetofenon är ett klorerat derivat av acetofenon med kemisk formel C6H5COCH2Cl.

## Framställning
Fenacylklorid framställs industriellt genom en Friedel-Crafts reaktion där bensen acyleras av kloracetylklorid (C2H2OCl2) med aluminiumklorid som katalysator.
   +  {\displaystyle {\rm {\xrightarrow {\ AlCl_{3}\ }}}} 

## Användning
Fenacylklorid löst i 2-butanol, propylenglykol eller cyklohexen har saluförts som tårgas på sprayflaska under produktnamnet Mace. Pepparspray har idag till stora delar ersatt fenacylklorid.